# Orgue Major de La Seu de Mallorca
L'Orgue Major és un orgue monumental amb moble gòtic situat a l'interior de la Catedral-Basílica de Santa Maria de Palma (Mallorca) també anomenada Catedral de Mallorca o La Seu conté i va ser inaugurat oficialment l'any 1491 per l'orguener Jaume Febrer.

## Història
Durant el s. XV diferents orgues foren introduïts a les catedrals del Regne d'Aragó. L'any 1477 s'inicià la seva construcció, projecte d'orgue va substituir el primer orgue que datava de l'any 1334. Està situat sobre la Capella de la Pietat, al costat de la nau de l'Evangeli. Aquest, es va finançar amb l'ajuda del Gran i General Consell del Regne de Mallorca i a través de les donacions dels fidels.
Des de llavors, l'instrument ha sofrit una sèrie d'aportacions de fins a 28 orgueners per adaptar-lo als gustos de cada època, fent canvis estètics i mecànics on destaquen: Gabriel Tomàs l'any 1795, orguener de Llucmajor, segons projecte de Pere Josep Bosch, la reforma feta per la casa Ametzua i les darreres intervencions realitzades per Gabriel Blancafort, Albert Blancafort, Pere Reynés, Antoni Mulet i Eddit Ottes l'any 1986 fins a 1993.

## Característiques tècniques
L'Orgue Major es troba en perfectes condicions, disposa d'una consola de 4 teclats manuals de 56 notes (C-g''') i un Pedaler de 30 notes (C-f') amb una transmissió mecànica a excepte d'alguns jocs. La registració és elèctrica amb motors de corredora i les combinacions lliures són per memòria electrònica i la seva afinació actual és a La a 440 a 20º C.

### Registres
Els registres són Orgue Major, Recitatiu, Pedaler, Cadireta: l'Orgue Major segueix l'ordre de «Maria» dividit en tres parts: la central per la mà dreta (C) i els laterals per l'esquerra (Cs); el recitatiu segueix un ordre diatònic; el pedal es troba a darrere el secret major, té dos cossos diatònics amb 15 notes cada un i la cadireta: segueix l'ordre de «Maria», té 5 baixos al centre i 10 repartits als dos costat.
| Jocs/Registres              | Material tubs | Jocs/Registres        | Material tubs | Jocs/Registres       | Material tubs  | Jocs/Registres          | Material tubs |
| Orgue Major                 | Orgue Major   | Recitatiu             | Recitatiu     | Pedaler              | Pedaler        | Cadireta                | Cadireta      |
| --------------------------- | ------------- | --------------------- | ------------- | -------------------- | -------------- | ----------------------- | ------------- |
| Flautat 8'                  | (?)           | Veu Humana 8'         | (?)           | Contrabaix 16'       | Fusta          | Octava 4'               | (?)           |
| Flautat Major 16'           | Metall        | Fagot-Oboè 8'         | (?)           | Contres 8'           | Fusta/Metall   | Bordó 8'                | Fusta         |
| Tolosana III (2, 2/3')      | (?)           | Alemanya IV-V rengles | (?)           | Subbaix 16'          | Fusta tapats   | Quinzena 2'             | (?)           |
| Corneta magna V 8'          | (?)           | Quinzena 2'           | (?)           | Baix 8'              | Fusta Tapats   | Narsard 12ª (2, 2/3'    | (?)           |
| Octava 4'                   | (?)           | Octava 4'             | (?)           | Coral Baix 4'        | Metall obert   | Dinovena (1, 1/3')      | (?)           |
| Dotzena (2, 2/3')           | (?)           | Flautat 8'            | (?)           | Fornitura IV rengles | (?)            | Nasard 17ª (1, 1/5')    | (?)           |
| Quinzena 2'                 | (?)           | Corneta V rengles 8'  | (?)           | Bombarda 16'         | Fusta i metall | Cimbalet III-IV rengles | (?)           |
| Plens IV-VI (1, 1/3')       | (?)           | Bordó 16'             | (?)           | Trompeta 8'          | Metall         | Cromorn 8'              | (?)           |
| Címbala IV-V rengles (1/2') | (?)           | Celeste 8'            | (?)           | Clarí 4'             | Metall         |                         |               |
| Nasard Quinta (5, 2/3')     | (?)           | Gamba 8'              | Plom          |                      |                |                         |               |
| Tapadet 4'                  | (?)           | Bordó 8'              | Fusta         |                      |                |                         |               |
| Nasard 10ª (3, 1/5')        | (?)           | Flabiolets 2'         | (?)           |                      |                |                         |               |
| Bordó 8'                    | Metall        | Espigueta 4'          | (?)           |                      |                |                         |               |
| Trompeta Real 8'            | (?)           | Trompeta Real 8'      | (?)           |                      |                |                         |               |
| Flautat de fusta 8'         | (?)           | Clarí 4'              | (?)           |                      |                |                         |               |

#### Acoblaments i combinacions
L'Orgue Major té 9 acoblaments, que són unes palanques que uneixen la sonoritat dels teclats entre si, ja sigui entre els teclats manuals o entre els manuals i el pedaler. A més, també disposa de 9 combinacions: permeten passar d'una registració a una altra amb rapidesa. Gràcies a la registració elèctrica es poden esborrar totes combinacions i tancar els registre a través del anul·lador general.
| Acoblaments   | Combinacions         |
| ------------- | -------------------- |
| II/Ped.       | Tutti                |
| III/Ped.      | Plenum               |
| IV/Ped.       | Flautats             |
| I/II          | Bordons              |
| III/II        | Combinacions lliures |
| IV/II         | Anul·lador general   |
| Trémol III    | + i - Acomblaments   |
| Trémol I      | + i - Mixtures       |
| Expressió III | + i - Llengüeteria   |

## Organistes i compositors més destacats
Al llarg de la història de la Catedral de Mallorca hi ha hagut diferents organistes amb diferents responsabilitats.
- Mestre Febrer. (Segle XV) Primer orguener i organista de l'Orgue Major encarregat de "tenir condret, afinar i espolsar" amb un sou de 12 lliures anuals. Càrrec exercit de 1497 a 1504.
- Gaspar Roig. (Segle XVI) Orguener català establert a Mallorca, càrrec exercit de 1541 a 1558.
- Miquel Tortell i Simó (1802 -1868) Compositor, organista mallorquí, alumne de Pau Nicolau i Julià frare santamarier. El 1827 oposità pel càrrec d'organista titular. Destaca per ser autor d'una extensa obra instrumental i vocal de gènere sacre: Larguetto per orgue.
- Joan Maria Thomàs i Sabater. (1896 - 1966) Compositor i organista, anomenat organista suplent de la Catedral de Palma l'any 1914. Va ser alumne de Domènec Mas i Serracant.
- Baltasar Samper i Marquès (1888 - 1966) va ser un músic mallorquí, nascut a Mallorca. Pianista, compositor, director d'orquestra, crític musical i etnomusicòleg, és una de les figures musicals dels Països de parla catalana més rellevants de la primera meitat del segle xx.[3]
- Bartomeu Veny. (-) Compositor, organista i professor d'orgue al Conservatori Professional de Mallorca. Va ser alumne d'Antoni Matheu, Adalberto Martínez. Algunes de les seves obres més destacades són: Entrada, Variacions, Cançó de bressol.
- Bartomeu Mut (-) Compositor, organista i professor d'orgue al Conservatori Professional de Mallorca. Va ser alumne d'Oscar Candendo i del mestre Lorenzo Ghielmi. Aconseguí el càrrec d'organista titular l'any 2016.